# 報知プロスポーツ大賞
報知プロスポーツ大賞（ほうちプロスポーツたいしょう）は、報知新聞社が毎年12月に発表するプロスポーツの賞。1976年創設。2013年度からは特別賞の枠を従来のプロスポーツ界から全スポーツ界へ拡大して表彰している。
日本のプロスポーツ表彰は1968年より公益財団法人日本プロスポーツ協会が制定する日本プロスポーツ大賞だけだった。ところが1973年の第6回の大賞の選考を巡り、本命だったプロ野球・巨人の王貞治ではなく、キックボクシングの沢村忠が選ばれたことから、報知の親会社だった読売新聞社が激怒し、当時アマスポーツ選手を対象とした日本スポーツ賞を読売が制定していたこともあり、系列のスポーツ紙だった報知の主催で本賞が制定された。
日本プロスポーツ大賞との最大の違いはすべての競技の中から1人または1チームを選ばず競技別とし、プロ野球はセ・リーグ、パ・リーグに分かれプロゴルフも男女に分かれて選考する。また大相撲、ボクシング、1993年から加わったJリーグはあるが、それ以外の競技は競技別では選考しない。
日本プロスポーツ大賞は日本プロスポーツ協会の組織運営に問題があることを理由に日本野球機構、日本相撲協会が激怒して協会を離脱したことから2019年度以降の表彰が事実上中止となっていた。日本野球機構は2022年に再加盟しており2022年度は4年ぶりに実施された。
一方、報知プロスポーツ大賞は新型コロナウィルス感染症拡大を理由に2020年度以降の表彰が事実上中止となり、2019年を最後に授賞されていない。
読売が制定するプロ野球の沢村賞、正力賞、アマスポーツの日本スポーツ賞、パラスポーツの日本パラスポーツ賞、報知が制定するプロ野球のゴールデンスピリット賞、大相撲の報知年間最優秀力士賞とは棲み分けを図っており今後も継続する。
本賞を創設した1976年には同じ報知から報知映画賞も創設した。

## カテゴリ
- プロ野球（セ・パ各1名）
- プロゴルフ（男女各1名）
- 大相撲
- プロボクシング
- Jリーグ
- 特別功労賞
- 特別賞
- フレッシュ賞

## 歴代受賞者・団体
| 年度                                                       | 回 | セ・リーグ | パ・リーグ     | 男子ゴルフ | 女子ゴルフ | 大相撲       | ボクシング   | Jリーグ            | 特別賞                                                                                            |
| ---------------------------------------------------------- | -- | ---------- | -------------- | ---------- | ---------- | ------------ | ------------ | ------------------ | ------------------------------------------------------------------------------------------------- |
| 1976                                                       | 1  | 王貞治     | 山田久志       | 村上隆     | 樋口久子   | 輪島大士     | ロイヤル小林 | （制定以前）       |                                                                                                   |
| 1977                                                       | 2  | 王貞治     | 山田久志       | 中嶋常幸   | 樋口久子   | 北の湖敏満   | 具志堅用高   | （制定以前）       |                                                                                                   |
| 1978                                                       | 3  | 若松勉     | 鈴木啓示       | 青木功     | 樋口久子   | 北の湖敏満   | 具志堅用高   | （制定以前）       |                                                                                                   |
| 1979                                                       | 4  | 掛布雅之   | C.マニエル     | 青木功     | 樋口久子   | 北の湖敏満   | 具志堅用高   | （制定以前）       |                                                                                                   |
| 1980                                                       | 5  | 山本浩二   | 木田勇         | 青木功     | 樋口久子   | 若乃花幹士   | 具志堅用高   | （制定以前）       |                                                                                                   |
| 1981                                                       | 6  | 江川卓     | 江夏豊         | 青木功     | 岡本綾子   | 千代の富士貢 | 三原正       | （制定以前）       |                                                                                                   |
| 1982                                                       | 7  | 中尾孝義   | 落合博満       | 中嶋常幸   | 岡本綾子   | 若嶋津六夫   | 渡辺二郎     | （制定以前）       |                                                                                                   |
| 1983                                                       | 8  | 原辰徳     | 東尾修         | 中嶋常幸   | 岡本綾子   | 隆の里俊英   | 渡辺二郎     | （制定以前）       |                                                                                                   |
| 1984                                                       | 9  | 衣笠祥雄   | ブーマー.W     | 尾崎直道   | 岡本綾子   | 若嶋津六夫   | 渡辺二郎     | （制定以前）       |                                                                                                   |
| 1985                                                       | 10 | R.バース   | 落合博満       | 中嶋常幸   | 涂阿玉     | 北尾光司     | 渡辺二郎     | （制定以前）       |                                                                                                   |
| 1986                                                       | 11 | 北別府学   | 落合博満       | 中嶋常幸   | 涂阿玉     | 千代の富士貢 | 浜田剛史     | （制定以前）       |                                                                                                   |
| 1987                                                       | 12 | 桑田真澄   | 工藤公康       | なし       | 岡本綾子   | 北勝海信芳   | 井岡弘樹     | （制定以前）       |                                                                                                   |
| 1988                                                       | 13 | 郭源治     | 門田博光       | 尾崎将司   | 吉川なよ子 | 千代の富士貢 | なし         | （制定以前）       |                                                                                                   |
| 1989                                                       | 14 | 斎藤雅樹   | 阿波野秀幸     | 尾崎将司   | 小林浩美   | 千代の富士貢 | なし         | （制定以前）       |                                                                                                   |
| 1990                                                       | 15 | 斎藤雅樹   | 野茂英雄       | 尾崎将司   | 高村博美   | 旭富士正也   | レパード玉熊 | （制定以前）       | 鈴木亜久里（特別奨励賞）                                                                          |
| 1991                                                       | 16 | 佐々岡真司 | 秋山幸二       | 尾崎直道   | 森口祐子   | 貴花田光司   | 辰吉丈一郎   | （制定以前）       | 増沢末夫（特別奨励賞）                                                                            |
| 1992                                                       | 17 | 古田敦也   | 石井丈裕       | 尾崎将司   | 塩谷育代   | 貴花田光司   | 鬼塚勝也     | （制定以前）       | 三浦知良（特別奨励賞）                                                                            |
| 1993                                                       | 18 | 広沢克己   | 辻発彦         | 飯合肇     | 小林浩美   | 若ノ花勝     | 鬼塚勝也     | 三浦知良           | 武豊（特別奨励賞） 伊達公子（特別奨励賞）                                                         |
| 1994                                                       | 19 | 桑田真澄   | イチロー       | 尾崎将司   | 平瀬真由美 | 貴乃花光司   | 薬師寺保栄   | ラモス瑠偉         | 南井克巳（特別奨励賞）                                                                            |
| 1995                                                       | 20 | 斎藤雅樹   | イチロー       | 該当者なし | 小林浩美   | 貴乃花光司   | 川島郭志     | 三浦知良           | 東聡（特別奨励賞） 丸山茂樹（特別奨励賞）                                                         |
| 1996                                                       | 21 | 松井秀喜   | イチロー       | 尾崎将司   | 福嶋晃子   | 貴乃花光司   | 川島郭志     | 川口能活           | なし                                                                                              |
| 1997                                                       | 22 | 古田敦也   | 松井稼頭央     | 丸山茂樹   | 福嶋晃子   | 貴乃花光司   | 辰吉丈一郎   | P.エムボマ         | 平木理化（特別奨励賞） サッカー日本代表                                                           |
| 1998                                                       | 23 | 佐々木主浩 | イチロー       | 田中秀道   | 服部道子   | 若乃花勝     | 辰吉丈一郎   | 中山雅史           | 高橋由伸（特別奨励賞）                                                                            |
| 1999                                                       | 24 | 上原浩治   | 松坂大輔       | 尾崎直道   | 福嶋晃子   | 武蔵丸光洋   | 戸高秀樹     | 平瀬智行           | 石井和義（特別奨励賞）                                                                            |
| 2000                                                       | 25 | 松井秀喜   | 中村紀洋       | 片山晋呉   | 不動裕理   | 魁皇博之     | 畑山隆則     | 中村俊輔           | 長嶋茂雄（特別功労賞） 王貞治（特別功労賞）                                                       |
| 2001                                                       | 26 | 古田敦也   | T.ローズ       | 丸山茂樹   | 天沼知恵子 | 栃東大裕     | セレス小林   | 柳沢敦             | 長嶋茂雄（特別功労賞）                                                                            |
| 2002                                                       | 27 | 松井秀喜   | 松井稼頭央     | 中嶋常幸   | 藤井かすみ | 朝青龍明徳   | 徳山昌守     | 高原直泰           | 青木功（特別功労賞）                                                                              |
| 2003                                                       | 28 | 今岡誠     | 城島健司       | 伊沢利光   | 不動裕理   | 朝青龍明徳   | 徳山昌守     | 大久保嘉人         | 星野仙一（特別功労賞） 西村了（特別賞）                                                           |
| 2004                                                       | 29 | 嶋重宣     | 松中信彦       | 谷口徹     | 宮里藍     | 朝青龍明徳   | 川嶋勝重     | エメルソン         | イチロー（特別賞）                                                                                |
| 2005                                                       | 30 | 金本知憲   | 渡辺俊介       | 片山晋呉   | 不動裕理   | 朝青龍明徳   | 長谷川穂積   | 該当者なし         | 武豊（特別賞）                                                                                    |
| 2006                                                       | 31 | 福留孝介   | ダルビッシュ有 | 片山晋呉   | 大山志保   | 朝青龍明徳   | 長谷川穂積   | ワシントン         | WBC日本代表（特別賞）                                                                             |
| 2007                                                       | 33 | 阿部慎之助 | 山﨑武司       | 谷口徹     | 上田桃子   | 白鵬翔       | 内藤大助     | 田中マルクス闘莉王 | なし                                                                                              |
| 2008                                                       | 34 | 小笠原道大 | 岩隈久志       | 片山晋呉   | 古閑美保   | 白鵬翔       | 長谷川穂積   | 遠藤保仁           | 三浦皇成（特別賞）                                                                                |
| 2009                                                       | 35 | 坂本勇人   | 鉄平           | 石川遼     | 宮里藍     | 該当者なし   | 西岡利晃     | 該当者なし         | 原辰徳（特別賞） 松本哲也（フレッシュ賞）                                                         |
| 2010                                                       | 36 | 前田健太   | T-岡田         | 石川遼     | 宮里美香   | 白鵬翔       | 西岡利晃     | 該当者なし         | サッカー日本代表（特別賞） 長野久義（フレッシュ賞）                                               |
| 2011                                                       | 37 | 浅尾拓也   | 内川聖一       | 石川遼     | 有村智恵   | 琴奨菊和弘   | 西岡利晃     | 該当者なし         | なでしこジャパン（特別賞） 澤村拓一（フレッシュ賞）                                               |
| 2012                                                       | 38 | 阿部慎之助 | 吉川光夫       | 藤田寛之   | 有村智恵   | 日馬富士公平 | 山中慎介     | 該当者なし         | 森田理香子（フレッシュ賞）                                                                        |
| 2013                                                       | 39 | 阿部慎之助 | 田中将大       | 松山英樹   | 宮里美香   | 白鵬翔       | 山中慎介     | 該当者なし         | 佐藤真海（特別賞） 則本昂大（フレッシュ賞）                                                       |
| 2014                                                       | 40 | 菅野智之   | 大谷翔平       | 小田孔明   | イ・ボミ   | 該当者なし   | 山中慎介     | 大久保嘉人         | 錦織圭（特別賞） 石川佳純（特別賞） 逸ノ城駿（フレッシュ賞）                                      |
| 2015                                                       | 41 | 山田哲人   | 柳田悠岐       | 小平智     | 該当者なし | 嘉風雅継     | 山中慎介     | 大久保嘉人         | 秋山翔吾（特別賞） ラグビー日本代表チーム（特別賞） 菊地絵理香（フレッシュ賞）                    |
| 2016                                                       | 42 | 新井貴浩   | 大谷翔平       | 谷原秀人   | 該当者なし | 該当者なし   | 山中慎介     | 西川周作           | 伊調馨（特別賞） 上地結衣（特別賞） 松森彩夏（フレッシュ賞）                                      |
| 2017                                                       | 43 | 菅野智之   | D.サファテ     | 松山英樹   | 鈴木愛     | なし         | 村田諒太     | 該当者なし         | 内山高志（特別功労賞） 桐生祥秀（特別賞） 村上茉愛（フレッシュ賞）                                |
| 2018                                                       | 44 | 大瀬良大地 | 山川穂高       | 今平周吾   | 該当者なし | 御嶽海久司   | 井上尚弥     | 該当者なし         | 福原愛（特別功労賞） サッカー日本代表（特別賞） 岡本和真（フレッシュ賞） 新垣比菜（フレッシュ賞） |
| 2019                                                       | 45 | 丸佳浩     | 森友哉         | 今平周吾   | 渋野日向子 | 朝乃山英樹   | 井上尚弥     | 該当者なし         | 阿部慎之助（特別功労賞） ラグビー日本代表チーム（特別賞） 村上宗隆（フレッシュ賞）                |
| 新型コロナウイルス感染症拡大の影響で2020年以降の表彰を中止 |    |            |                |            |            |              |              |                    |                                                                                                   |
| 年度                                                       | 回 | セ・リーグ | パ・リーグ     | 男子ゴルフ | 女子ゴルフ | 大相撲       | ボクシング   | Jリーグ            | 特別賞                                                                                            |

### 歴代受賞者の出典
- 歴代受賞者 | 表彰-プロスポーツ大賞 報知新聞社 2023年4月5日閲覧